# 黎成恩
黎成恩（1954年—）是一位越南裔美国政治人物、美国高级外交官，毕业于乔治·华盛顿大学，曾在亚洲多国的美国使馆工作，2010年成为首任越南裔的美国驻胡志明市总领事。

## 生平
1954年，黎成恩出生在南越，后移居法国，在那里被一位美国外交官收养，赴美定居弗吉尼亚州。1976年，他在乔治·华盛顿大学获得了电气技术专业的理学学士学位，1978年又取得了技术管理专业的理学硕士学位。
毕业后，黎成恩在美国海军部工作了15年，直到1991年加入美国国务院，开始了他的外交生涯，赴美国驻华大使馆工作。1994年，他被调至美国驻日本大使馆，1997年转到美国驻马来西亚大使馆任职，2001年转至美国驻新加坡大使馆，2004年，黎成恩在美国驻韩国大使馆工作，2006年获得卢瑟·雷普洛格尔管理进步奖（Luther I. Replogle Award for Management Improvement）。在2007年至2010年间，他在法国巴黎的驻法大使馆任公使衔参赞。2010年8月6日，黎成恩回到了他的出生地越南，担任美国驻胡志明市总领事，2013年7月卸任。